# Jocs d'Apol·lo

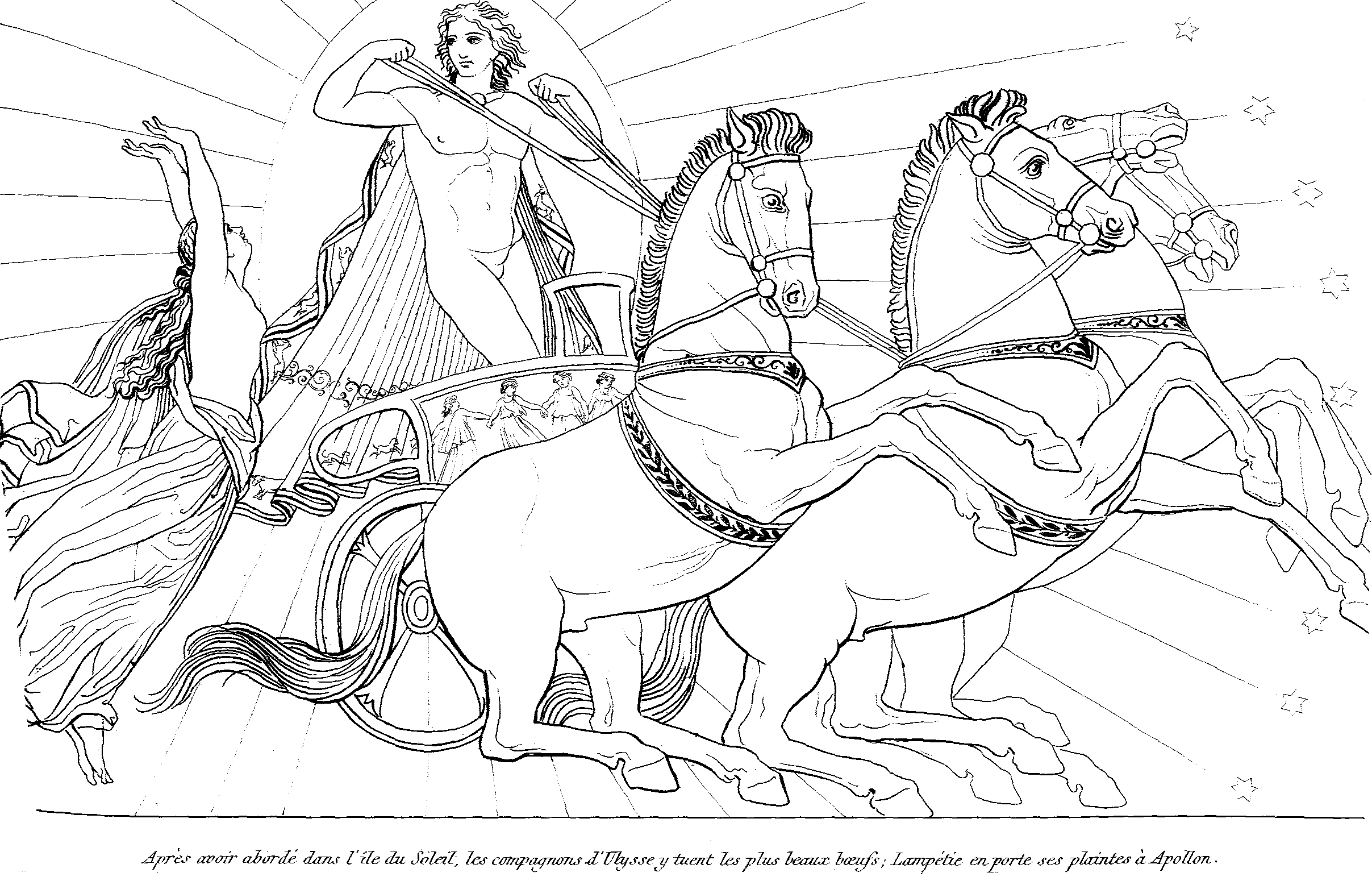
Apol·lo, en nom del qual se celebraven aquests jocs

Ludi Apollinares (Apollinaria) o Jocs d'Apol·lo (Apol·linària) foren uns jocs instituïts a Roma a la Segona Guerra Púnica, el 212 aC, quatre anys després de la batalla de Cannes, obeint un oracle, i per obtenir la protecció d'Apol·lo o l'ajut del déu per l'expulsió dels cartaginesos.
Se celebraven anualment sota la vigilància del pretor urbà. Els primers duraven un sol dia i es van fer al juliol però sense data fixa fins que el 211 aC el senat va aprovar la celebració anyal amb data fixa (dia 13). Amb el temps van guanyar importància i van arribar a durar fins a 9 dies.

## Creació dels jocs
Uns anys després del desastre de Cannes, l'any 212 el senat va fer consultar un text augural que feia poc s'havia trobat, l'anomenat Carmina Marciana. Segons Titus Livi i Macrobi el motiu de la consulta va ser la situació crítica en què es trobava Roma després de les victòries d'Hanníbal Barca. En aquells textos es recomanava instituir uns jocs anyals en honor d'Apol·lo, oferint sacrificis seguint el ritual grec. Al començament d'aquesta recomanació profètica es diu que això servirà per fer fora els enemics («a Hostem, Romani, si expellere vultis...»), però al final del text es diu que això serà bo per tenir camps fèrtils («Haec si recte faxitis, gaudebitis semper fietque res vestra melior; nam is Divas extinguet perduelles vestros, qui vestros campos pascunt placide»), motiu per qual alguns historiadors pensen que Titus Livi i Macrobi no deien tota la veritat i en realitat el motiu pel qual es van instituir va ser per superar una plaga relacionada amb els conreus que va fer estralls en l'alimentació població i que probablement també va afectar l'actuació de l'exèrcit. De fet, el temple més antic d'Apol·lo a Roma, es va edificar l'any 432 aC per posar remei a una pestilència i tenia una inscripció amb l'apel·latiu medicus, que indica que era invocat com a déu sanador.
El Llibre sibil·lí també fou consultat i va donar el mateix resultat. Llavors els Carmina Marciana van passar a formar part dels Decemviri Sacris Faciundis (llibres sagrats consultats pels decemvirs) i desats al Palatí. Aquell any el senat va assignar 12.000 asos per l'organització dels jocs a càrrec del pretor Publi Corneli, el qual va rebre a partir d'aquesta ocasió l'agnomen Sul·la (que vol dir "el de les profecies", per similitud amb la paraula Sibil·la).Els decemvirs van oferir com a sacrifici inicial: un bou amb banyes daurades per Apol·lo i dues cabres blanques amb banyes daurades per Latona, la mare d'Apol·lo.
En aquests primers jocs els assistents portaven al cap una corona de llorers i un de cada dos va haver de fer una ofrena, seguint les indicacions del Carmina Marciana.

## Evolució dels jocs
Durant un temps el senat va decretar la celebració cada any dels jocs Apolinars, tot i que el dia variava d'un any a l'altre. L'any 208 va esclatar una epidèmia que va fer emmalaltir moltes persones a Roma i els voltants, el pretor urbà Publi Licini Var, va sotmetre a votació del poble una llei (Licinia de ludis Apollinaribus) segons la qual no caldria que el senat decretés la celebració d'aquests jocs sinó que estarien al calendari religiós de forma fixa en el dia 13 (in ludi in perpetuum in statam diem voverentur). Titus Livi afegeix que la data que es va escollir va ser el tercer dia abans de les nones del mensis quinctilis. Es creu que en aquest paràgraf es va equivocar, potser una errada de copista, ja que ell mateix en un altre paràgraf indica que els· jocs celebrats l'any 190 se celebraven el cinquè dia abans dels idus de juliol.
Els primers jocs Apol·linars es van celebrar en 13 de juliol i només van durar un dia; però aviat van adquirir més importància i l'any 190, el cinquè dia abans dels idus de juliol (l'onze de juliol) ja estava ocupat per aquests jocs, això vol dir que la celebració durava tres dies (de l'11 al 13). En alguns calendaris van arribar a ocupar vuit dies, del 6 al 13 de juliol i al calendari de Filocaus del segle IV ocupaven nou, del 3 al 13.
Segons Titus Livi l'any 212 aC els ludi Apollinares es van celebrar al Circ Màxim, per tant en un començament es tractava de curses de carros i posteriorment es van afegir representacions teatrals (ludi scaenici). L'any 169 C, en el programa dels jocs organitzats per Gai Sulpici Gal, es va representar Thyestes, escrita per Enni, després de la qual va morir. L'any 60 aC, una part dels jocs es van fer al teatre.
Cap a la darreria la República, pels ludi Apollinares es feia també una venatio. En temps de l'Imperi va ser quan van gaudir de major importància i esplendor, en temps de l'emperador Claudi es van gastar 380.000 sestercis.